# Ichiriki ochaya

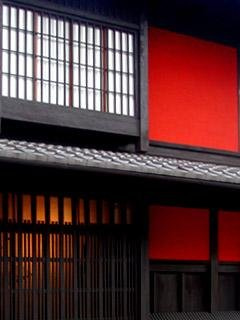
L'entrée de l'Ichiriki ochaya.

L'Ichiriki ochaya (« salon de thé d'Ichiriki ») est un des ochaya les plus célèbres et les plus historiques de Kyoto au Japon (un ochaya est différent d'un chashitsu). Il est situé sur la rue Shijo-dori près du quartier de Gion (arrondissement de Higashiyama-ku), et est considéré comme un établissement luxueux et raffiné, l'entrée est sur invitation seulement et les divertissements peuvent coûter jusqu'à 800 000 yens par nuit.

## Histoire
L'Ichiriki ochaya est vieux de plus de trois cents ans, et a toujours été un établissement important de Gion depuis le commencement de ce quartier de divertissement. Comme les autres ochaya dans Gion, l'Ichiriki était un endroit où des hommes de statut et de puissance élevés allaient s'amuser avec des geishas, qui distrayaient les invités en dansant, plaisantant et flirtant. Le salon de thé a traditionnellement amusé les puissants de la politique et des affaires.

### Les 47 rōnins
L'Ichiriki a joué un rôle dans la vendetta d'Akō , un événement historique décrit par quelques érudits comme « légende nationale » japonaise.
Au début du XVIIIe siècle, un groupe de samouraïs se retrouvent sans maître et deviennent donc des rōnins, après que leur daimyo (Naganori Asano) a été forcé de se faire seppuku (suicide rituel) pour avoir porté une épée et blessé un homme dans le palais impérial.
Yoshinaka Kira, qui a provoqué l'attaque par une série d'agressions verbales, a été laissé impuni. Les rōnins, pour obéir au code de l'honneur samouraï (bushido), traquent Yoshinaka pendant plus de deux années afin de l'assassiner.
Les rōnins, menés par Oishi Kuranosuke, réalisent qu'ils seront surveillés s'ils décrètent vouloir venger leur maître. Ainsi, pour tromper les espions impériaux, ils envoient Kuranosuke à Kyoto. Kuranosuke passe beaucoup de nuits à l'Ichiriki ochaya, gagnant une réputation de joueur et d'ivrogne. Pendant qu'il donne l'impression de devenir de plus en plus détendu et non préparé, Kira devient moins soupçonneux et relâche sa sécurité.
Grâce à l'Ichiriki qui a fourni la couverture pour monter une attaque, les rōnins ont tué Yoshinaka mais ont été forcés de se faire seppuku par la suite.

### La chute du shogun
Pendant que le Japon se modernisait à la fin de la période Edo, l'ère des shoguns se terminait.
Une série de meurtres d'étrangers avait tendu les relations avec les puissances occidentales, et cette pression internationale a mené à remettre en question la légitimité du règne du shogun. Une grande partie du complot pour le renverser a eu lieu dans des réunions à l'Ichiriki ochaya, déguisées en soirées innocentes entre amis.
Les plans se sont réalisés en 1868 où le dernier shogun a accepté de dissoudre le shogunat au château de plaisance de Nijō.

## Accès

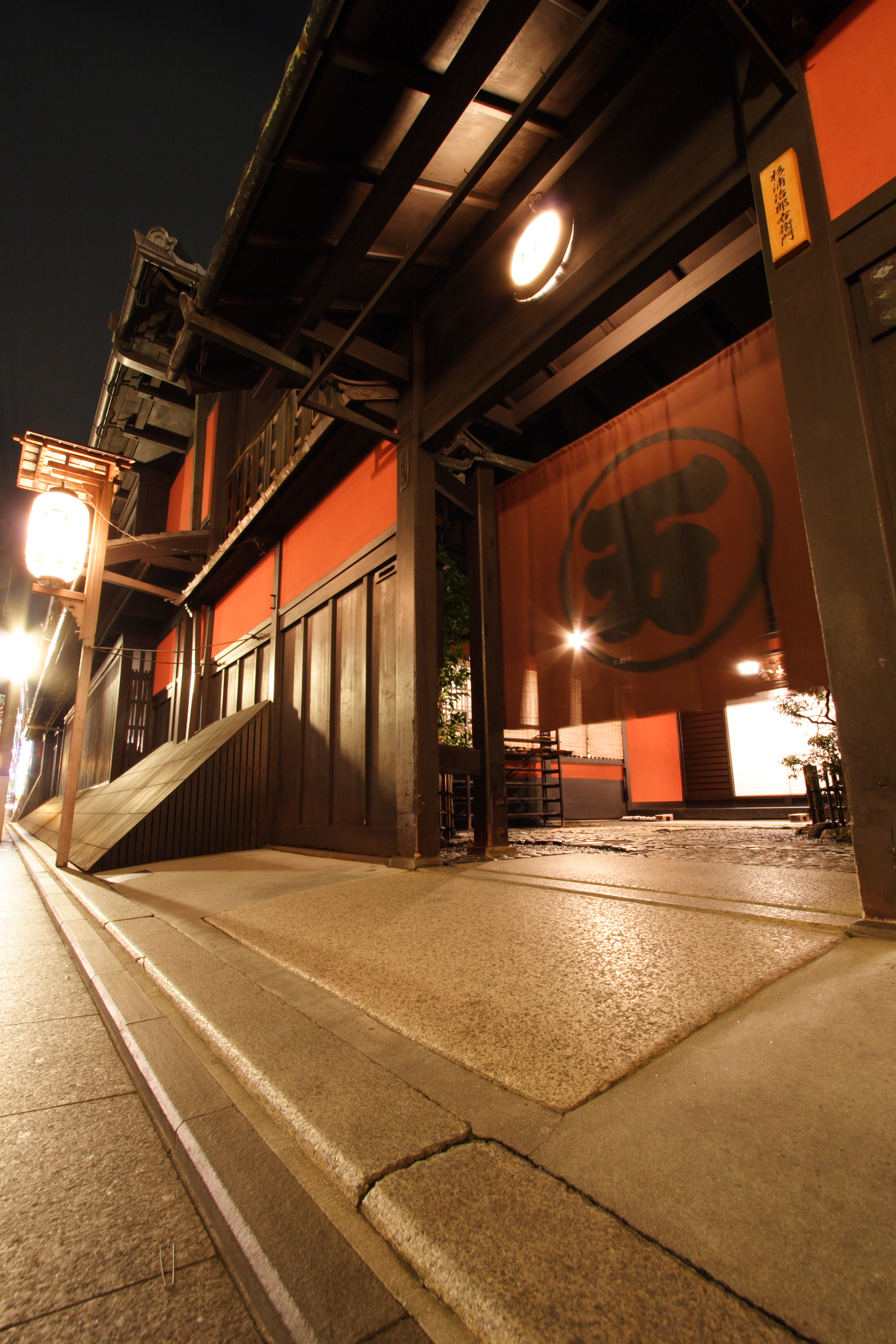
Entrée de l'Ichiriki ochaya.

L'accès est prestigieux ; des liens étroits avec l'ochaya doivent d'abord être établis. Ces contacts peuvent souvent venir des générations antérieures, et seulement ces habitués aisés et leurs invités peuvent passer les videurs.
Pendant une brève période de quelques nuits seulement en 2006, l'Ichiriki fut ouvert à un nombre restreint de touristes qui n'étaient pas accompagnés par des habitués.

## Architecture
La maison de thé est construite dans le style de l'architecture japonaise traditionnelle. La structure du bâtiment est la plupart du temps en bois, et est conçue pour protéger l'intimité de ses habitués. En fait, les jardins intérieurs ne sont même pas évidents de l'extérieur du complexe. Hormis la vue, le bâtiment protège les conversations de l'intérieur avec des écrans à angles pour empêcher les écoutes clandestines.